# 中金岭南
深圳中金嶺南有色金屬股份有限公司（深交所：000060）主營鉛鋅生產，兼營有色金屬採選及加工、建材、房地產開發、貿易倉儲。
公司在1984年成立，當時稱為中國有色金屬工業深圳公司，從屬於中國有色金屬工業總公司。1994年，它改稱深圳中金實業股份有限公司。1997年，它在深圳證券交易所上市。1999年，它與韶關嶺南鉛鋅集團進行重組，再改稱現名。
公司總部設在廣東深圳，主要鉛鋅產品的生產基地韶关冶炼厂位於廣東省韶关市南郊九公里，其产品产量在全国同行业中排名第三。
中金嶺南的大股東為广东广晟集团，為廣東省省級國有企業。

## 連結
- 深圳中金嶺南有色金屬股份有限公司 （页面存档备份，存于）